# Xã Jackson, Quận Susquehanna, Pennsylvania
Xã Jackson (tiếng Anh: Jackson Township) là một xã thuộc quận Susquehanna, tiểu bang Pennsylvania, Hoa Kỳ. Năm 2010, dân số của xã này là 848 người.